# Sadławki
Sadławki – osada w Polsce położona w województwie warmińsko-mazurskim, w powiecie iławskim, w gminie Zalewo. Miejscowość wchodzi w skład sołectwa Dajny.
W latach 1975–1998 miejscowość administracyjnie należała do województwa olsztyńskiego.